# 실리우스
실리우스는 이탈리아, 사르데냐, 수드사르데냐도에 있는 도시이자 코무네이다. 2001년 기준으로 개체군은 1,384명이었다.